# Chevry (Ain)
Chevry és un municipi francès situat al departament de l'Ain i a la regió d'Alvèrnia-Roine-Alps. L'any 2007 tenia 1.151 habitants.

## Demografia

### Població
El 2007 la població de fet de Chevry era de 1.151 persones. Hi havia 481 famílies de les quals 148 eren unipersonals (72 homes vivint sols i 76 dones vivint soles), 136 parelles sense fills, 174 parelles amb fills i 23 famílies monoparentals amb fills.
La població ha evolucionat segons el següent gràfic:
Habitants censats

### Habitatges
El 2007 hi havia 531 habitatges, 487 eren l'habitatge principal de la família, 22 eren segones residències i 21 estaven desocupats. 318 eren cases i 209 eren apartaments. Dels 487 habitatges principals, 379 estaven ocupats pels seus propietaris, 97 estaven llogats i ocupats pels llogaters i 10 estaven cedits a títol gratuït; 25 tenien una cambra, 45 en tenien dues, 94 en tenien tres, 78 en tenien quatre i 246 en tenien cinc o més. 446 habitatges disposaven pel capbaix d'una plaça de pàrquing. A 181 habitatges hi havia un automòbil i a 293 n'hi havia dos o més.

### Piràmide de població
La piràmide de població per edats i sexe el 2009 era:
| Homes | Edats   | Dones |
| ----- | ------- | ----- |
| 0     | 95 o +  | 0     |
| 0     | 90 a 94 | 0     |
| 8     | 85 a 89 | 4     |
| 0     | 80 a 84 | 0     |
| 8     | 75 a 79 | 8     |
| 8     | 70 a 74 | 4     |
| 20    | 65 a 69 | 20    |
| 24    | 60 a 64 | 32    |
| 20    | 55 a 59 | 20    |
| 32    | 50 a 54 | 32    |
| 20    | 45 a 49 | 36    |
| 40    | 40 a 44 | 24    |
| 44    | 35 a 39 | 44    |
| 32    | 30 a 34 | 44    |
| 20    | 25 a 29 | 20    |
| 32    | 20 a 24 | 16    |
| 36    | 15 a 19 | 20    |
| 24    | 10 a 14 | 28    |
| 12    | 5 a 9   | 52    |
| 24    | 0 a 4   | 28    |

## Economia
El 2007 la població en edat de treballar era de 790 persones, 629 eren actives i 161 eren inactives. De les 629 persones actives 608 estaven ocupades (327 homes i 281 dones) i 20 estaven aturades (10 homes i 10 dones). De les 161 persones inactives 41 estaven jubilades, 55 estaven estudiant i 65 estaven classificades com a «altres inactius».

### Ingressos
El 2009 a Chevry hi havia 463 unitats fiscals que integraven 1.124,5 persones, la mediana anual d'ingressos fiscals per persona era de 26.784 €.

### Activitats econòmiques
Dels 23 establiments que hi havia el 2007, 2 eren d'empreses de construcció, 6 d'empreses de comerç i reparació d'automòbils, 2 d'empreses de transport, 1 d'una empresa d'informació i comunicació, 4 d'empreses immobiliàries, 4 d'empreses de serveis, 2 d'entitats de l'administració pública i 2 d'empreses classificades com a «altres activitats de serveis».
Dels 4 establiments de servei als particulars que hi havia el 2009, 1 era un taller de reparació d'automòbils i de material agrícola, 1 paleta, 1 lampisteria i 1 perruqueria.
L'any 2000 a Chevry hi havia 8 explotacions agrícoles que ocupaven un total de 280 hectàrees.

## Equipaments sanitaris i escolars
El 2009 hi havia 2 escoles elementals.

## Poblacions més properes
El següent diagrama mostra les poblacions més properes.